# Joseph Bertin
El capità Joseph Bertin (1690s - c. 1736) fou un dels primers escriptors d'escacs en anglès.

## Biografia
Bertin era un hugonot nascut a Castelmoron-sur-Lot els anys 1690. Va anar a viure a Anglaterra de ben jove, va naturalitzar-s'hi i esdevenir ciutadà anglès el 1713, i es va casar el 1719. El 1726, va ingressar en un regiment regular que servia al Carib. Posteriorment fou promocionat al grau de Capità, i finalment fou llicenciat de l'exèrcit com a invàlid. El 1735 va publicar un petit volum titulat The Noble Game of Chess. El mateix any, fou comissionat en un Regiment d'Invàlids i, segons Hooper i Whyld, "amb tota probabilitat va morir poc després."

## The Noble Game of Chess
David Hooper i Kenneth Whyld a The Oxford Companion to Chess diuen del seu llibre The Noble Game of Chess que és "el primer llibre d'escacs significatiu escrit en anglès". B. Goulding Brown, escrivint al British Chess Magazine de desembre de 1932, va dir que era el primer llibre d'escacs original anglès.
The Noble Game of Chess es venia només a Slaughter's Coffee House. Contenia anàlisis d'obertures i consells útils sobre el mig joc, i establia 19 "regles" per a jugar als escacs. Moltes segueixen essent útils actualment. Alguns exemples:
"2. Mai juguis la dama, fins que la teva posició estigui bastant oberta, que no es pot perdre cap moviment, i una posició molt oberta dona una bona situació".
"3. No donis xecs sense sentit, per la mateixa raó."
"8. Considera bé abans de moure, què és el que el teu adversari et podria fer, per tal d'oposar-te a les seves aspiracions."
"18. Per jugar bé la fase final de la partida, has de calcular a qui li toca moure, ja que d'això sempre en depèn la partida." (Això és una referència al zugzwang.)
Bertin donava un gran valor a l'avantatge del primer moviment de les blanques. El llibre també conté 26 partides, amb cada variant analitzada tractada com una partida separada. Les partides estan dividides en "gambets" i "partides tancades".

## Problema
|   | a | b | c | d | e | f | g | h |   |
| 8 | a8 negres alfil · c8 negres torre · d8 negres rei · e8 negres torre · c7 negres alfil · e7 negres peó · f7 negres cavall · a6 blanques torre · d6 negres peó · e6 blanques dama · e5 blanques peó · f5 negres peó · h5 negres peó · a4 blanques cavall · d4 blanques peó · f4 blanques peó · b3 blanques cavall · e3 negres dama · g3 negres peó · h3 blanques peó · g2 blanques peó · d1 blanques alfil · f1 blanques rei | a8 negres alfil · c8 negres torre · d8 negres rei · e8 negres torre · c7 negres alfil · e7 negres peó · f7 negres cavall · a6 blanques torre · d6 negres peó · e6 blanques dama · e5 blanques peó · f5 negres peó · h5 negres peó · a4 blanques cavall · d4 blanques peó · f4 blanques peó · b3 blanques cavall · e3 negres dama · g3 negres peó · h3 blanques peó · g2 blanques peó · d1 blanques alfil · f1 blanques rei | a8 negres alfil · c8 negres torre · d8 negres rei · e8 negres torre · c7 negres alfil · e7 negres peó · f7 negres cavall · a6 blanques torre · d6 negres peó · e6 blanques dama · e5 blanques peó · f5 negres peó · h5 negres peó · a4 blanques cavall · d4 blanques peó · f4 blanques peó · b3 blanques cavall · e3 negres dama · g3 negres peó · h3 blanques peó · g2 blanques peó · d1 blanques alfil · f1 blanques rei | a8 negres alfil · c8 negres torre · d8 negres rei · e8 negres torre · c7 negres alfil · e7 negres peó · f7 negres cavall · a6 blanques torre · d6 negres peó · e6 blanques dama · e5 blanques peó · f5 negres peó · h5 negres peó · a4 blanques cavall · d4 blanques peó · f4 blanques peó · b3 blanques cavall · e3 negres dama · g3 negres peó · h3 blanques peó · g2 blanques peó · d1 blanques alfil · f1 blanques rei | a8 negres alfil · c8 negres torre · d8 negres rei · e8 negres torre · c7 negres alfil · e7 negres peó · f7 negres cavall · a6 blanques torre · d6 negres peó · e6 blanques dama · e5 blanques peó · f5 negres peó · h5 negres peó · a4 blanques cavall · d4 blanques peó · f4 blanques peó · b3 blanques cavall · e3 negres dama · g3 negres peó · h3 blanques peó · g2 blanques peó · d1 blanques alfil · f1 blanques rei | a8 negres alfil · c8 negres torre · d8 negres rei · e8 negres torre · c7 negres alfil · e7 negres peó · f7 negres cavall · a6 blanques torre · d6 negres peó · e6 blanques dama · e5 blanques peó · f5 negres peó · h5 negres peó · a4 blanques cavall · d4 blanques peó · f4 blanques peó · b3 blanques cavall · e3 negres dama · g3 negres peó · h3 blanques peó · g2 blanques peó · d1 blanques alfil · f1 blanques rei | a8 negres alfil · c8 negres torre · d8 negres rei · e8 negres torre · c7 negres alfil · e7 negres peó · f7 negres cavall · a6 blanques torre · d6 negres peó · e6 blanques dama · e5 blanques peó · f5 negres peó · h5 negres peó · a4 blanques cavall · d4 blanques peó · f4 blanques peó · b3 blanques cavall · e3 negres dama · g3 negres peó · h3 blanques peó · g2 blanques peó · d1 blanques alfil · f1 blanques rei | a8 negres alfil · c8 negres torre · d8 negres rei · e8 negres torre · c7 negres alfil · e7 negres peó · f7 negres cavall · a6 blanques torre · d6 negres peó · e6 blanques dama · e5 blanques peó · f5 negres peó · h5 negres peó · a4 blanques cavall · d4 blanques peó · f4 blanques peó · b3 blanques cavall · e3 negres dama · g3 negres peó · h3 blanques peó · g2 blanques peó · d1 blanques alfil · f1 blanques rei | 8 |
| 7 | a8 negres alfil · c8 negres torre · d8 negres rei · e8 negres torre · c7 negres alfil · e7 negres peó · f7 negres cavall · a6 blanques torre · d6 negres peó · e6 blanques dama · e5 blanques peó · f5 negres peó · h5 negres peó · a4 blanques cavall · d4 blanques peó · f4 blanques peó · b3 blanques cavall · e3 negres dama · g3 negres peó · h3 blanques peó · g2 blanques peó · d1 blanques alfil · f1 blanques rei | a8 negres alfil · c8 negres torre · d8 negres rei · e8 negres torre · c7 negres alfil · e7 negres peó · f7 negres cavall · a6 blanques torre · d6 negres peó · e6 blanques dama · e5 blanques peó · f5 negres peó · h5 negres peó · a4 blanques cavall · d4 blanques peó · f4 blanques peó · b3 blanques cavall · e3 negres dama · g3 negres peó · h3 blanques peó · g2 blanques peó · d1 blanques alfil · f1 blanques rei | a8 negres alfil · c8 negres torre · d8 negres rei · e8 negres torre · c7 negres alfil · e7 negres peó · f7 negres cavall · a6 blanques torre · d6 negres peó · e6 blanques dama · e5 blanques peó · f5 negres peó · h5 negres peó · a4 blanques cavall · d4 blanques peó · f4 blanques peó · b3 blanques cavall · e3 negres dama · g3 negres peó · h3 blanques peó · g2 blanques peó · d1 blanques alfil · f1 blanques rei | a8 negres alfil · c8 negres torre · d8 negres rei · e8 negres torre · c7 negres alfil · e7 negres peó · f7 negres cavall · a6 blanques torre · d6 negres peó · e6 blanques dama · e5 blanques peó · f5 negres peó · h5 negres peó · a4 blanques cavall · d4 blanques peó · f4 blanques peó · b3 blanques cavall · e3 negres dama · g3 negres peó · h3 blanques peó · g2 blanques peó · d1 blanques alfil · f1 blanques rei | a8 negres alfil · c8 negres torre · d8 negres rei · e8 negres torre · c7 negres alfil · e7 negres peó · f7 negres cavall · a6 blanques torre · d6 negres peó · e6 blanques dama · e5 blanques peó · f5 negres peó · h5 negres peó · a4 blanques cavall · d4 blanques peó · f4 blanques peó · b3 blanques cavall · e3 negres dama · g3 negres peó · h3 blanques peó · g2 blanques peó · d1 blanques alfil · f1 blanques rei | a8 negres alfil · c8 negres torre · d8 negres rei · e8 negres torre · c7 negres alfil · e7 negres peó · f7 negres cavall · a6 blanques torre · d6 negres peó · e6 blanques dama · e5 blanques peó · f5 negres peó · h5 negres peó · a4 blanques cavall · d4 blanques peó · f4 blanques peó · b3 blanques cavall · e3 negres dama · g3 negres peó · h3 blanques peó · g2 blanques peó · d1 blanques alfil · f1 blanques rei | a8 negres alfil · c8 negres torre · d8 negres rei · e8 negres torre · c7 negres alfil · e7 negres peó · f7 negres cavall · a6 blanques torre · d6 negres peó · e6 blanques dama · e5 blanques peó · f5 negres peó · h5 negres peó · a4 blanques cavall · d4 blanques peó · f4 blanques peó · b3 blanques cavall · e3 negres dama · g3 negres peó · h3 blanques peó · g2 blanques peó · d1 blanques alfil · f1 blanques rei | a8 negres alfil · c8 negres torre · d8 negres rei · e8 negres torre · c7 negres alfil · e7 negres peó · f7 negres cavall · a6 blanques torre · d6 negres peó · e6 blanques dama · e5 blanques peó · f5 negres peó · h5 negres peó · a4 blanques cavall · d4 blanques peó · f4 blanques peó · b3 blanques cavall · e3 negres dama · g3 negres peó · h3 blanques peó · g2 blanques peó · d1 blanques alfil · f1 blanques rei | 7 |
| 6 | a8 negres alfil · c8 negres torre · d8 negres rei · e8 negres torre · c7 negres alfil · e7 negres peó · f7 negres cavall · a6 blanques torre · d6 negres peó · e6 blanques dama · e5 blanques peó · f5 negres peó · h5 negres peó · a4 blanques cavall · d4 blanques peó · f4 blanques peó · b3 blanques cavall · e3 negres dama · g3 negres peó · h3 blanques peó · g2 blanques peó · d1 blanques alfil · f1 blanques rei | a8 negres alfil · c8 negres torre · d8 negres rei · e8 negres torre · c7 negres alfil · e7 negres peó · f7 negres cavall · a6 blanques torre · d6 negres peó · e6 blanques dama · e5 blanques peó · f5 negres peó · h5 negres peó · a4 blanques cavall · d4 blanques peó · f4 blanques peó · b3 blanques cavall · e3 negres dama · g3 negres peó · h3 blanques peó · g2 blanques peó · d1 blanques alfil · f1 blanques rei | a8 negres alfil · c8 negres torre · d8 negres rei · e8 negres torre · c7 negres alfil · e7 negres peó · f7 negres cavall · a6 blanques torre · d6 negres peó · e6 blanques dama · e5 blanques peó · f5 negres peó · h5 negres peó · a4 blanques cavall · d4 blanques peó · f4 blanques peó · b3 blanques cavall · e3 negres dama · g3 negres peó · h3 blanques peó · g2 blanques peó · d1 blanques alfil · f1 blanques rei | a8 negres alfil · c8 negres torre · d8 negres rei · e8 negres torre · c7 negres alfil · e7 negres peó · f7 negres cavall · a6 blanques torre · d6 negres peó · e6 blanques dama · e5 blanques peó · f5 negres peó · h5 negres peó · a4 blanques cavall · d4 blanques peó · f4 blanques peó · b3 blanques cavall · e3 negres dama · g3 negres peó · h3 blanques peó · g2 blanques peó · d1 blanques alfil · f1 blanques rei | a8 negres alfil · c8 negres torre · d8 negres rei · e8 negres torre · c7 negres alfil · e7 negres peó · f7 negres cavall · a6 blanques torre · d6 negres peó · e6 blanques dama · e5 blanques peó · f5 negres peó · h5 negres peó · a4 blanques cavall · d4 blanques peó · f4 blanques peó · b3 blanques cavall · e3 negres dama · g3 negres peó · h3 blanques peó · g2 blanques peó · d1 blanques alfil · f1 blanques rei | a8 negres alfil · c8 negres torre · d8 negres rei · e8 negres torre · c7 negres alfil · e7 negres peó · f7 negres cavall · a6 blanques torre · d6 negres peó · e6 blanques dama · e5 blanques peó · f5 negres peó · h5 negres peó · a4 blanques cavall · d4 blanques peó · f4 blanques peó · b3 blanques cavall · e3 negres dama · g3 negres peó · h3 blanques peó · g2 blanques peó · d1 blanques alfil · f1 blanques rei | a8 negres alfil · c8 negres torre · d8 negres rei · e8 negres torre · c7 negres alfil · e7 negres peó · f7 negres cavall · a6 blanques torre · d6 negres peó · e6 blanques dama · e5 blanques peó · f5 negres peó · h5 negres peó · a4 blanques cavall · d4 blanques peó · f4 blanques peó · b3 blanques cavall · e3 negres dama · g3 negres peó · h3 blanques peó · g2 blanques peó · d1 blanques alfil · f1 blanques rei | a8 negres alfil · c8 negres torre · d8 negres rei · e8 negres torre · c7 negres alfil · e7 negres peó · f7 negres cavall · a6 blanques torre · d6 negres peó · e6 blanques dama · e5 blanques peó · f5 negres peó · h5 negres peó · a4 blanques cavall · d4 blanques peó · f4 blanques peó · b3 blanques cavall · e3 negres dama · g3 negres peó · h3 blanques peó · g2 blanques peó · d1 blanques alfil · f1 blanques rei | 6 |
| 5 | a8 negres alfil · c8 negres torre · d8 negres rei · e8 negres torre · c7 negres alfil · e7 negres peó · f7 negres cavall · a6 blanques torre · d6 negres peó · e6 blanques dama · e5 blanques peó · f5 negres peó · h5 negres peó · a4 blanques cavall · d4 blanques peó · f4 blanques peó · b3 blanques cavall · e3 negres dama · g3 negres peó · h3 blanques peó · g2 blanques peó · d1 blanques alfil · f1 blanques rei | a8 negres alfil · c8 negres torre · d8 negres rei · e8 negres torre · c7 negres alfil · e7 negres peó · f7 negres cavall · a6 blanques torre · d6 negres peó · e6 blanques dama · e5 blanques peó · f5 negres peó · h5 negres peó · a4 blanques cavall · d4 blanques peó · f4 blanques peó · b3 blanques cavall · e3 negres dama · g3 negres peó · h3 blanques peó · g2 blanques peó · d1 blanques alfil · f1 blanques rei | a8 negres alfil · c8 negres torre · d8 negres rei · e8 negres torre · c7 negres alfil · e7 negres peó · f7 negres cavall · a6 blanques torre · d6 negres peó · e6 blanques dama · e5 blanques peó · f5 negres peó · h5 negres peó · a4 blanques cavall · d4 blanques peó · f4 blanques peó · b3 blanques cavall · e3 negres dama · g3 negres peó · h3 blanques peó · g2 blanques peó · d1 blanques alfil · f1 blanques rei | a8 negres alfil · c8 negres torre · d8 negres rei · e8 negres torre · c7 negres alfil · e7 negres peó · f7 negres cavall · a6 blanques torre · d6 negres peó · e6 blanques dama · e5 blanques peó · f5 negres peó · h5 negres peó · a4 blanques cavall · d4 blanques peó · f4 blanques peó · b3 blanques cavall · e3 negres dama · g3 negres peó · h3 blanques peó · g2 blanques peó · d1 blanques alfil · f1 blanques rei | a8 negres alfil · c8 negres torre · d8 negres rei · e8 negres torre · c7 negres alfil · e7 negres peó · f7 negres cavall · a6 blanques torre · d6 negres peó · e6 blanques dama · e5 blanques peó · f5 negres peó · h5 negres peó · a4 blanques cavall · d4 blanques peó · f4 blanques peó · b3 blanques cavall · e3 negres dama · g3 negres peó · h3 blanques peó · g2 blanques peó · d1 blanques alfil · f1 blanques rei | a8 negres alfil · c8 negres torre · d8 negres rei · e8 negres torre · c7 negres alfil · e7 negres peó · f7 negres cavall · a6 blanques torre · d6 negres peó · e6 blanques dama · e5 blanques peó · f5 negres peó · h5 negres peó · a4 blanques cavall · d4 blanques peó · f4 blanques peó · b3 blanques cavall · e3 negres dama · g3 negres peó · h3 blanques peó · g2 blanques peó · d1 blanques alfil · f1 blanques rei | a8 negres alfil · c8 negres torre · d8 negres rei · e8 negres torre · c7 negres alfil · e7 negres peó · f7 negres cavall · a6 blanques torre · d6 negres peó · e6 blanques dama · e5 blanques peó · f5 negres peó · h5 negres peó · a4 blanques cavall · d4 blanques peó · f4 blanques peó · b3 blanques cavall · e3 negres dama · g3 negres peó · h3 blanques peó · g2 blanques peó · d1 blanques alfil · f1 blanques rei | a8 negres alfil · c8 negres torre · d8 negres rei · e8 negres torre · c7 negres alfil · e7 negres peó · f7 negres cavall · a6 blanques torre · d6 negres peó · e6 blanques dama · e5 blanques peó · f5 negres peó · h5 negres peó · a4 blanques cavall · d4 blanques peó · f4 blanques peó · b3 blanques cavall · e3 negres dama · g3 negres peó · h3 blanques peó · g2 blanques peó · d1 blanques alfil · f1 blanques rei | 5 |
| 4 | a8 negres alfil · c8 negres torre · d8 negres rei · e8 negres torre · c7 negres alfil · e7 negres peó · f7 negres cavall · a6 blanques torre · d6 negres peó · e6 blanques dama · e5 blanques peó · f5 negres peó · h5 negres peó · a4 blanques cavall · d4 blanques peó · f4 blanques peó · b3 blanques cavall · e3 negres dama · g3 negres peó · h3 blanques peó · g2 blanques peó · d1 blanques alfil · f1 blanques rei | a8 negres alfil · c8 negres torre · d8 negres rei · e8 negres torre · c7 negres alfil · e7 negres peó · f7 negres cavall · a6 blanques torre · d6 negres peó · e6 blanques dama · e5 blanques peó · f5 negres peó · h5 negres peó · a4 blanques cavall · d4 blanques peó · f4 blanques peó · b3 blanques cavall · e3 negres dama · g3 negres peó · h3 blanques peó · g2 blanques peó · d1 blanques alfil · f1 blanques rei | a8 negres alfil · c8 negres torre · d8 negres rei · e8 negres torre · c7 negres alfil · e7 negres peó · f7 negres cavall · a6 blanques torre · d6 negres peó · e6 blanques dama · e5 blanques peó · f5 negres peó · h5 negres peó · a4 blanques cavall · d4 blanques peó · f4 blanques peó · b3 blanques cavall · e3 negres dama · g3 negres peó · h3 blanques peó · g2 blanques peó · d1 blanques alfil · f1 blanques rei | a8 negres alfil · c8 negres torre · d8 negres rei · e8 negres torre · c7 negres alfil · e7 negres peó · f7 negres cavall · a6 blanques torre · d6 negres peó · e6 blanques dama · e5 blanques peó · f5 negres peó · h5 negres peó · a4 blanques cavall · d4 blanques peó · f4 blanques peó · b3 blanques cavall · e3 negres dama · g3 negres peó · h3 blanques peó · g2 blanques peó · d1 blanques alfil · f1 blanques rei | a8 negres alfil · c8 negres torre · d8 negres rei · e8 negres torre · c7 negres alfil · e7 negres peó · f7 negres cavall · a6 blanques torre · d6 negres peó · e6 blanques dama · e5 blanques peó · f5 negres peó · h5 negres peó · a4 blanques cavall · d4 blanques peó · f4 blanques peó · b3 blanques cavall · e3 negres dama · g3 negres peó · h3 blanques peó · g2 blanques peó · d1 blanques alfil · f1 blanques rei | a8 negres alfil · c8 negres torre · d8 negres rei · e8 negres torre · c7 negres alfil · e7 negres peó · f7 negres cavall · a6 blanques torre · d6 negres peó · e6 blanques dama · e5 blanques peó · f5 negres peó · h5 negres peó · a4 blanques cavall · d4 blanques peó · f4 blanques peó · b3 blanques cavall · e3 negres dama · g3 negres peó · h3 blanques peó · g2 blanques peó · d1 blanques alfil · f1 blanques rei | a8 negres alfil · c8 negres torre · d8 negres rei · e8 negres torre · c7 negres alfil · e7 negres peó · f7 negres cavall · a6 blanques torre · d6 negres peó · e6 blanques dama · e5 blanques peó · f5 negres peó · h5 negres peó · a4 blanques cavall · d4 blanques peó · f4 blanques peó · b3 blanques cavall · e3 negres dama · g3 negres peó · h3 blanques peó · g2 blanques peó · d1 blanques alfil · f1 blanques rei | a8 negres alfil · c8 negres torre · d8 negres rei · e8 negres torre · c7 negres alfil · e7 negres peó · f7 negres cavall · a6 blanques torre · d6 negres peó · e6 blanques dama · e5 blanques peó · f5 negres peó · h5 negres peó · a4 blanques cavall · d4 blanques peó · f4 blanques peó · b3 blanques cavall · e3 negres dama · g3 negres peó · h3 blanques peó · g2 blanques peó · d1 blanques alfil · f1 blanques rei | 4 |
| 3 | a8 negres alfil · c8 negres torre · d8 negres rei · e8 negres torre · c7 negres alfil · e7 negres peó · f7 negres cavall · a6 blanques torre · d6 negres peó · e6 blanques dama · e5 blanques peó · f5 negres peó · h5 negres peó · a4 blanques cavall · d4 blanques peó · f4 blanques peó · b3 blanques cavall · e3 negres dama · g3 negres peó · h3 blanques peó · g2 blanques peó · d1 blanques alfil · f1 blanques rei | a8 negres alfil · c8 negres torre · d8 negres rei · e8 negres torre · c7 negres alfil · e7 negres peó · f7 negres cavall · a6 blanques torre · d6 negres peó · e6 blanques dama · e5 blanques peó · f5 negres peó · h5 negres peó · a4 blanques cavall · d4 blanques peó · f4 blanques peó · b3 blanques cavall · e3 negres dama · g3 negres peó · h3 blanques peó · g2 blanques peó · d1 blanques alfil · f1 blanques rei | a8 negres alfil · c8 negres torre · d8 negres rei · e8 negres torre · c7 negres alfil · e7 negres peó · f7 negres cavall · a6 blanques torre · d6 negres peó · e6 blanques dama · e5 blanques peó · f5 negres peó · h5 negres peó · a4 blanques cavall · d4 blanques peó · f4 blanques peó · b3 blanques cavall · e3 negres dama · g3 negres peó · h3 blanques peó · g2 blanques peó · d1 blanques alfil · f1 blanques rei | a8 negres alfil · c8 negres torre · d8 negres rei · e8 negres torre · c7 negres alfil · e7 negres peó · f7 negres cavall · a6 blanques torre · d6 negres peó · e6 blanques dama · e5 blanques peó · f5 negres peó · h5 negres peó · a4 blanques cavall · d4 blanques peó · f4 blanques peó · b3 blanques cavall · e3 negres dama · g3 negres peó · h3 blanques peó · g2 blanques peó · d1 blanques alfil · f1 blanques rei | a8 negres alfil · c8 negres torre · d8 negres rei · e8 negres torre · c7 negres alfil · e7 negres peó · f7 negres cavall · a6 blanques torre · d6 negres peó · e6 blanques dama · e5 blanques peó · f5 negres peó · h5 negres peó · a4 blanques cavall · d4 blanques peó · f4 blanques peó · b3 blanques cavall · e3 negres dama · g3 negres peó · h3 blanques peó · g2 blanques peó · d1 blanques alfil · f1 blanques rei | a8 negres alfil · c8 negres torre · d8 negres rei · e8 negres torre · c7 negres alfil · e7 negres peó · f7 negres cavall · a6 blanques torre · d6 negres peó · e6 blanques dama · e5 blanques peó · f5 negres peó · h5 negres peó · a4 blanques cavall · d4 blanques peó · f4 blanques peó · b3 blanques cavall · e3 negres dama · g3 negres peó · h3 blanques peó · g2 blanques peó · d1 blanques alfil · f1 blanques rei | a8 negres alfil · c8 negres torre · d8 negres rei · e8 negres torre · c7 negres alfil · e7 negres peó · f7 negres cavall · a6 blanques torre · d6 negres peó · e6 blanques dama · e5 blanques peó · f5 negres peó · h5 negres peó · a4 blanques cavall · d4 blanques peó · f4 blanques peó · b3 blanques cavall · e3 negres dama · g3 negres peó · h3 blanques peó · g2 blanques peó · d1 blanques alfil · f1 blanques rei | a8 negres alfil · c8 negres torre · d8 negres rei · e8 negres torre · c7 negres alfil · e7 negres peó · f7 negres cavall · a6 blanques torre · d6 negres peó · e6 blanques dama · e5 blanques peó · f5 negres peó · h5 negres peó · a4 blanques cavall · d4 blanques peó · f4 blanques peó · b3 blanques cavall · e3 negres dama · g3 negres peó · h3 blanques peó · g2 blanques peó · d1 blanques alfil · f1 blanques rei | 3 |
| 2 | a8 negres alfil · c8 negres torre · d8 negres rei · e8 negres torre · c7 negres alfil · e7 negres peó · f7 negres cavall · a6 blanques torre · d6 negres peó · e6 blanques dama · e5 blanques peó · f5 negres peó · h5 negres peó · a4 blanques cavall · d4 blanques peó · f4 blanques peó · b3 blanques cavall · e3 negres dama · g3 negres peó · h3 blanques peó · g2 blanques peó · d1 blanques alfil · f1 blanques rei | a8 negres alfil · c8 negres torre · d8 negres rei · e8 negres torre · c7 negres alfil · e7 negres peó · f7 negres cavall · a6 blanques torre · d6 negres peó · e6 blanques dama · e5 blanques peó · f5 negres peó · h5 negres peó · a4 blanques cavall · d4 blanques peó · f4 blanques peó · b3 blanques cavall · e3 negres dama · g3 negres peó · h3 blanques peó · g2 blanques peó · d1 blanques alfil · f1 blanques rei | a8 negres alfil · c8 negres torre · d8 negres rei · e8 negres torre · c7 negres alfil · e7 negres peó · f7 negres cavall · a6 blanques torre · d6 negres peó · e6 blanques dama · e5 blanques peó · f5 negres peó · h5 negres peó · a4 blanques cavall · d4 blanques peó · f4 blanques peó · b3 blanques cavall · e3 negres dama · g3 negres peó · h3 blanques peó · g2 blanques peó · d1 blanques alfil · f1 blanques rei | a8 negres alfil · c8 negres torre · d8 negres rei · e8 negres torre · c7 negres alfil · e7 negres peó · f7 negres cavall · a6 blanques torre · d6 negres peó · e6 blanques dama · e5 blanques peó · f5 negres peó · h5 negres peó · a4 blanques cavall · d4 blanques peó · f4 blanques peó · b3 blanques cavall · e3 negres dama · g3 negres peó · h3 blanques peó · g2 blanques peó · d1 blanques alfil · f1 blanques rei | a8 negres alfil · c8 negres torre · d8 negres rei · e8 negres torre · c7 negres alfil · e7 negres peó · f7 negres cavall · a6 blanques torre · d6 negres peó · e6 blanques dama · e5 blanques peó · f5 negres peó · h5 negres peó · a4 blanques cavall · d4 blanques peó · f4 blanques peó · b3 blanques cavall · e3 negres dama · g3 negres peó · h3 blanques peó · g2 blanques peó · d1 blanques alfil · f1 blanques rei | a8 negres alfil · c8 negres torre · d8 negres rei · e8 negres torre · c7 negres alfil · e7 negres peó · f7 negres cavall · a6 blanques torre · d6 negres peó · e6 blanques dama · e5 blanques peó · f5 negres peó · h5 negres peó · a4 blanques cavall · d4 blanques peó · f4 blanques peó · b3 blanques cavall · e3 negres dama · g3 negres peó · h3 blanques peó · g2 blanques peó · d1 blanques alfil · f1 blanques rei | a8 negres alfil · c8 negres torre · d8 negres rei · e8 negres torre · c7 negres alfil · e7 negres peó · f7 negres cavall · a6 blanques torre · d6 negres peó · e6 blanques dama · e5 blanques peó · f5 negres peó · h5 negres peó · a4 blanques cavall · d4 blanques peó · f4 blanques peó · b3 blanques cavall · e3 negres dama · g3 negres peó · h3 blanques peó · g2 blanques peó · d1 blanques alfil · f1 blanques rei | a8 negres alfil · c8 negres torre · d8 negres rei · e8 negres torre · c7 negres alfil · e7 negres peó · f7 negres cavall · a6 blanques torre · d6 negres peó · e6 blanques dama · e5 blanques peó · f5 negres peó · h5 negres peó · a4 blanques cavall · d4 blanques peó · f4 blanques peó · b3 blanques cavall · e3 negres dama · g3 negres peó · h3 blanques peó · g2 blanques peó · d1 blanques alfil · f1 blanques rei | 2 |
| 1 | a8 negres alfil · c8 negres torre · d8 negres rei · e8 negres torre · c7 negres alfil · e7 negres peó · f7 negres cavall · a6 blanques torre · d6 negres peó · e6 blanques dama · e5 blanques peó · f5 negres peó · h5 negres peó · a4 blanques cavall · d4 blanques peó · f4 blanques peó · b3 blanques cavall · e3 negres dama · g3 negres peó · h3 blanques peó · g2 blanques peó · d1 blanques alfil · f1 blanques rei | a8 negres alfil · c8 negres torre · d8 negres rei · e8 negres torre · c7 negres alfil · e7 negres peó · f7 negres cavall · a6 blanques torre · d6 negres peó · e6 blanques dama · e5 blanques peó · f5 negres peó · h5 negres peó · a4 blanques cavall · d4 blanques peó · f4 blanques peó · b3 blanques cavall · e3 negres dama · g3 negres peó · h3 blanques peó · g2 blanques peó · d1 blanques alfil · f1 blanques rei | a8 negres alfil · c8 negres torre · d8 negres rei · e8 negres torre · c7 negres alfil · e7 negres peó · f7 negres cavall · a6 blanques torre · d6 negres peó · e6 blanques dama · e5 blanques peó · f5 negres peó · h5 negres peó · a4 blanques cavall · d4 blanques peó · f4 blanques peó · b3 blanques cavall · e3 negres dama · g3 negres peó · h3 blanques peó · g2 blanques peó · d1 blanques alfil · f1 blanques rei | a8 negres alfil · c8 negres torre · d8 negres rei · e8 negres torre · c7 negres alfil · e7 negres peó · f7 negres cavall · a6 blanques torre · d6 negres peó · e6 blanques dama · e5 blanques peó · f5 negres peó · h5 negres peó · a4 blanques cavall · d4 blanques peó · f4 blanques peó · b3 blanques cavall · e3 negres dama · g3 negres peó · h3 blanques peó · g2 blanques peó · d1 blanques alfil · f1 blanques rei | a8 negres alfil · c8 negres torre · d8 negres rei · e8 negres torre · c7 negres alfil · e7 negres peó · f7 negres cavall · a6 blanques torre · d6 negres peó · e6 blanques dama · e5 blanques peó · f5 negres peó · h5 negres peó · a4 blanques cavall · d4 blanques peó · f4 blanques peó · b3 blanques cavall · e3 negres dama · g3 negres peó · h3 blanques peó · g2 blanques peó · d1 blanques alfil · f1 blanques rei | a8 negres alfil · c8 negres torre · d8 negres rei · e8 negres torre · c7 negres alfil · e7 negres peó · f7 negres cavall · a6 blanques torre · d6 negres peó · e6 blanques dama · e5 blanques peó · f5 negres peó · h5 negres peó · a4 blanques cavall · d4 blanques peó · f4 blanques peó · b3 blanques cavall · e3 negres dama · g3 negres peó · h3 blanques peó · g2 blanques peó · d1 blanques alfil · f1 blanques rei | a8 negres alfil · c8 negres torre · d8 negres rei · e8 negres torre · c7 negres alfil · e7 negres peó · f7 negres cavall · a6 blanques torre · d6 negres peó · e6 blanques dama · e5 blanques peó · f5 negres peó · h5 negres peó · a4 blanques cavall · d4 blanques peó · f4 blanques peó · b3 blanques cavall · e3 negres dama · g3 negres peó · h3 blanques peó · g2 blanques peó · d1 blanques alfil · f1 blanques rei | a8 negres alfil · c8 negres torre · d8 negres rei · e8 negres torre · c7 negres alfil · e7 negres peó · f7 negres cavall · a6 blanques torre · d6 negres peó · e6 blanques dama · e5 blanques peó · f5 negres peó · h5 negres peó · a4 blanques cavall · d4 blanques peó · f4 blanques peó · b3 blanques cavall · e3 negres dama · g3 negres peó · h3 blanques peó · g2 blanques peó · d1 blanques alfil · f1 blanques rei | 1 |
|   | a | b | c | d | e | f | g | h |   |

|   | a | b | c | d | e | f | g | h |   |
| 8 | c8 negres torre · e8 negres torre · c7 negres alfil · e7 negres peó · f7 negres cavall · a6 blanques torre · c6 blanques alfil · e6 negres rei · d5 blanques peó · e5 blanques peó · f5 negres peó · h5 negres peó · f4 blanques peó · e3 negres dama · g3 negres peó · h3 blanques peó · g2 blanques peó · f1 blanques rei | c8 negres torre · e8 negres torre · c7 negres alfil · e7 negres peó · f7 negres cavall · a6 blanques torre · c6 blanques alfil · e6 negres rei · d5 blanques peó · e5 blanques peó · f5 negres peó · h5 negres peó · f4 blanques peó · e3 negres dama · g3 negres peó · h3 blanques peó · g2 blanques peó · f1 blanques rei | c8 negres torre · e8 negres torre · c7 negres alfil · e7 negres peó · f7 negres cavall · a6 blanques torre · c6 blanques alfil · e6 negres rei · d5 blanques peó · e5 blanques peó · f5 negres peó · h5 negres peó · f4 blanques peó · e3 negres dama · g3 negres peó · h3 blanques peó · g2 blanques peó · f1 blanques rei | c8 negres torre · e8 negres torre · c7 negres alfil · e7 negres peó · f7 negres cavall · a6 blanques torre · c6 blanques alfil · e6 negres rei · d5 blanques peó · e5 blanques peó · f5 negres peó · h5 negres peó · f4 blanques peó · e3 negres dama · g3 negres peó · h3 blanques peó · g2 blanques peó · f1 blanques rei | c8 negres torre · e8 negres torre · c7 negres alfil · e7 negres peó · f7 negres cavall · a6 blanques torre · c6 blanques alfil · e6 negres rei · d5 blanques peó · e5 blanques peó · f5 negres peó · h5 negres peó · f4 blanques peó · e3 negres dama · g3 negres peó · h3 blanques peó · g2 blanques peó · f1 blanques rei | c8 negres torre · e8 negres torre · c7 negres alfil · e7 negres peó · f7 negres cavall · a6 blanques torre · c6 blanques alfil · e6 negres rei · d5 blanques peó · e5 blanques peó · f5 negres peó · h5 negres peó · f4 blanques peó · e3 negres dama · g3 negres peó · h3 blanques peó · g2 blanques peó · f1 blanques rei | c8 negres torre · e8 negres torre · c7 negres alfil · e7 negres peó · f7 negres cavall · a6 blanques torre · c6 blanques alfil · e6 negres rei · d5 blanques peó · e5 blanques peó · f5 negres peó · h5 negres peó · f4 blanques peó · e3 negres dama · g3 negres peó · h3 blanques peó · g2 blanques peó · f1 blanques rei | c8 negres torre · e8 negres torre · c7 negres alfil · e7 negres peó · f7 negres cavall · a6 blanques torre · c6 blanques alfil · e6 negres rei · d5 blanques peó · e5 blanques peó · f5 negres peó · h5 negres peó · f4 blanques peó · e3 negres dama · g3 negres peó · h3 blanques peó · g2 blanques peó · f1 blanques rei | 8 |
| 7 | c8 negres torre · e8 negres torre · c7 negres alfil · e7 negres peó · f7 negres cavall · a6 blanques torre · c6 blanques alfil · e6 negres rei · d5 blanques peó · e5 blanques peó · f5 negres peó · h5 negres peó · f4 blanques peó · e3 negres dama · g3 negres peó · h3 blanques peó · g2 blanques peó · f1 blanques rei | c8 negres torre · e8 negres torre · c7 negres alfil · e7 negres peó · f7 negres cavall · a6 blanques torre · c6 blanques alfil · e6 negres rei · d5 blanques peó · e5 blanques peó · f5 negres peó · h5 negres peó · f4 blanques peó · e3 negres dama · g3 negres peó · h3 blanques peó · g2 blanques peó · f1 blanques rei | c8 negres torre · e8 negres torre · c7 negres alfil · e7 negres peó · f7 negres cavall · a6 blanques torre · c6 blanques alfil · e6 negres rei · d5 blanques peó · e5 blanques peó · f5 negres peó · h5 negres peó · f4 blanques peó · e3 negres dama · g3 negres peó · h3 blanques peó · g2 blanques peó · f1 blanques rei | c8 negres torre · e8 negres torre · c7 negres alfil · e7 negres peó · f7 negres cavall · a6 blanques torre · c6 blanques alfil · e6 negres rei · d5 blanques peó · e5 blanques peó · f5 negres peó · h5 negres peó · f4 blanques peó · e3 negres dama · g3 negres peó · h3 blanques peó · g2 blanques peó · f1 blanques rei | c8 negres torre · e8 negres torre · c7 negres alfil · e7 negres peó · f7 negres cavall · a6 blanques torre · c6 blanques alfil · e6 negres rei · d5 blanques peó · e5 blanques peó · f5 negres peó · h5 negres peó · f4 blanques peó · e3 negres dama · g3 negres peó · h3 blanques peó · g2 blanques peó · f1 blanques rei | c8 negres torre · e8 negres torre · c7 negres alfil · e7 negres peó · f7 negres cavall · a6 blanques torre · c6 blanques alfil · e6 negres rei · d5 blanques peó · e5 blanques peó · f5 negres peó · h5 negres peó · f4 blanques peó · e3 negres dama · g3 negres peó · h3 blanques peó · g2 blanques peó · f1 blanques rei | c8 negres torre · e8 negres torre · c7 negres alfil · e7 negres peó · f7 negres cavall · a6 blanques torre · c6 blanques alfil · e6 negres rei · d5 blanques peó · e5 blanques peó · f5 negres peó · h5 negres peó · f4 blanques peó · e3 negres dama · g3 negres peó · h3 blanques peó · g2 blanques peó · f1 blanques rei | c8 negres torre · e8 negres torre · c7 negres alfil · e7 negres peó · f7 negres cavall · a6 blanques torre · c6 blanques alfil · e6 negres rei · d5 blanques peó · e5 blanques peó · f5 negres peó · h5 negres peó · f4 blanques peó · e3 negres dama · g3 negres peó · h3 blanques peó · g2 blanques peó · f1 blanques rei | 7 |
| 6 | c8 negres torre · e8 negres torre · c7 negres alfil · e7 negres peó · f7 negres cavall · a6 blanques torre · c6 blanques alfil · e6 negres rei · d5 blanques peó · e5 blanques peó · f5 negres peó · h5 negres peó · f4 blanques peó · e3 negres dama · g3 negres peó · h3 blanques peó · g2 blanques peó · f1 blanques rei | c8 negres torre · e8 negres torre · c7 negres alfil · e7 negres peó · f7 negres cavall · a6 blanques torre · c6 blanques alfil · e6 negres rei · d5 blanques peó · e5 blanques peó · f5 negres peó · h5 negres peó · f4 blanques peó · e3 negres dama · g3 negres peó · h3 blanques peó · g2 blanques peó · f1 blanques rei | c8 negres torre · e8 negres torre · c7 negres alfil · e7 negres peó · f7 negres cavall · a6 blanques torre · c6 blanques alfil · e6 negres rei · d5 blanques peó · e5 blanques peó · f5 negres peó · h5 negres peó · f4 blanques peó · e3 negres dama · g3 negres peó · h3 blanques peó · g2 blanques peó · f1 blanques rei | c8 negres torre · e8 negres torre · c7 negres alfil · e7 negres peó · f7 negres cavall · a6 blanques torre · c6 blanques alfil · e6 negres rei · d5 blanques peó · e5 blanques peó · f5 negres peó · h5 negres peó · f4 blanques peó · e3 negres dama · g3 negres peó · h3 blanques peó · g2 blanques peó · f1 blanques rei | c8 negres torre · e8 negres torre · c7 negres alfil · e7 negres peó · f7 negres cavall · a6 blanques torre · c6 blanques alfil · e6 negres rei · d5 blanques peó · e5 blanques peó · f5 negres peó · h5 negres peó · f4 blanques peó · e3 negres dama · g3 negres peó · h3 blanques peó · g2 blanques peó · f1 blanques rei | c8 negres torre · e8 negres torre · c7 negres alfil · e7 negres peó · f7 negres cavall · a6 blanques torre · c6 blanques alfil · e6 negres rei · d5 blanques peó · e5 blanques peó · f5 negres peó · h5 negres peó · f4 blanques peó · e3 negres dama · g3 negres peó · h3 blanques peó · g2 blanques peó · f1 blanques rei | c8 negres torre · e8 negres torre · c7 negres alfil · e7 negres peó · f7 negres cavall · a6 blanques torre · c6 blanques alfil · e6 negres rei · d5 blanques peó · e5 blanques peó · f5 negres peó · h5 negres peó · f4 blanques peó · e3 negres dama · g3 negres peó · h3 blanques peó · g2 blanques peó · f1 blanques rei | c8 negres torre · e8 negres torre · c7 negres alfil · e7 negres peó · f7 negres cavall · a6 blanques torre · c6 blanques alfil · e6 negres rei · d5 blanques peó · e5 blanques peó · f5 negres peó · h5 negres peó · f4 blanques peó · e3 negres dama · g3 negres peó · h3 blanques peó · g2 blanques peó · f1 blanques rei | 6 |
| 5 | c8 negres torre · e8 negres torre · c7 negres alfil · e7 negres peó · f7 negres cavall · a6 blanques torre · c6 blanques alfil · e6 negres rei · d5 blanques peó · e5 blanques peó · f5 negres peó · h5 negres peó · f4 blanques peó · e3 negres dama · g3 negres peó · h3 blanques peó · g2 blanques peó · f1 blanques rei | c8 negres torre · e8 negres torre · c7 negres alfil · e7 negres peó · f7 negres cavall · a6 blanques torre · c6 blanques alfil · e6 negres rei · d5 blanques peó · e5 blanques peó · f5 negres peó · h5 negres peó · f4 blanques peó · e3 negres dama · g3 negres peó · h3 blanques peó · g2 blanques peó · f1 blanques rei | c8 negres torre · e8 negres torre · c7 negres alfil · e7 negres peó · f7 negres cavall · a6 blanques torre · c6 blanques alfil · e6 negres rei · d5 blanques peó · e5 blanques peó · f5 negres peó · h5 negres peó · f4 blanques peó · e3 negres dama · g3 negres peó · h3 blanques peó · g2 blanques peó · f1 blanques rei | c8 negres torre · e8 negres torre · c7 negres alfil · e7 negres peó · f7 negres cavall · a6 blanques torre · c6 blanques alfil · e6 negres rei · d5 blanques peó · e5 blanques peó · f5 negres peó · h5 negres peó · f4 blanques peó · e3 negres dama · g3 negres peó · h3 blanques peó · g2 blanques peó · f1 blanques rei | c8 negres torre · e8 negres torre · c7 negres alfil · e7 negres peó · f7 negres cavall · a6 blanques torre · c6 blanques alfil · e6 negres rei · d5 blanques peó · e5 blanques peó · f5 negres peó · h5 negres peó · f4 blanques peó · e3 negres dama · g3 negres peó · h3 blanques peó · g2 blanques peó · f1 blanques rei | c8 negres torre · e8 negres torre · c7 negres alfil · e7 negres peó · f7 negres cavall · a6 blanques torre · c6 blanques alfil · e6 negres rei · d5 blanques peó · e5 blanques peó · f5 negres peó · h5 negres peó · f4 blanques peó · e3 negres dama · g3 negres peó · h3 blanques peó · g2 blanques peó · f1 blanques rei | c8 negres torre · e8 negres torre · c7 negres alfil · e7 negres peó · f7 negres cavall · a6 blanques torre · c6 blanques alfil · e6 negres rei · d5 blanques peó · e5 blanques peó · f5 negres peó · h5 negres peó · f4 blanques peó · e3 negres dama · g3 negres peó · h3 blanques peó · g2 blanques peó · f1 blanques rei | c8 negres torre · e8 negres torre · c7 negres alfil · e7 negres peó · f7 negres cavall · a6 blanques torre · c6 blanques alfil · e6 negres rei · d5 blanques peó · e5 blanques peó · f5 negres peó · h5 negres peó · f4 blanques peó · e3 negres dama · g3 negres peó · h3 blanques peó · g2 blanques peó · f1 blanques rei | 5 |
| 4 | c8 negres torre · e8 negres torre · c7 negres alfil · e7 negres peó · f7 negres cavall · a6 blanques torre · c6 blanques alfil · e6 negres rei · d5 blanques peó · e5 blanques peó · f5 negres peó · h5 negres peó · f4 blanques peó · e3 negres dama · g3 negres peó · h3 blanques peó · g2 blanques peó · f1 blanques rei | c8 negres torre · e8 negres torre · c7 negres alfil · e7 negres peó · f7 negres cavall · a6 blanques torre · c6 blanques alfil · e6 negres rei · d5 blanques peó · e5 blanques peó · f5 negres peó · h5 negres peó · f4 blanques peó · e3 negres dama · g3 negres peó · h3 blanques peó · g2 blanques peó · f1 blanques rei | c8 negres torre · e8 negres torre · c7 negres alfil · e7 negres peó · f7 negres cavall · a6 blanques torre · c6 blanques alfil · e6 negres rei · d5 blanques peó · e5 blanques peó · f5 negres peó · h5 negres peó · f4 blanques peó · e3 negres dama · g3 negres peó · h3 blanques peó · g2 blanques peó · f1 blanques rei | c8 negres torre · e8 negres torre · c7 negres alfil · e7 negres peó · f7 negres cavall · a6 blanques torre · c6 blanques alfil · e6 negres rei · d5 blanques peó · e5 blanques peó · f5 negres peó · h5 negres peó · f4 blanques peó · e3 negres dama · g3 negres peó · h3 blanques peó · g2 blanques peó · f1 blanques rei | c8 negres torre · e8 negres torre · c7 negres alfil · e7 negres peó · f7 negres cavall · a6 blanques torre · c6 blanques alfil · e6 negres rei · d5 blanques peó · e5 blanques peó · f5 negres peó · h5 negres peó · f4 blanques peó · e3 negres dama · g3 negres peó · h3 blanques peó · g2 blanques peó · f1 blanques rei | c8 negres torre · e8 negres torre · c7 negres alfil · e7 negres peó · f7 negres cavall · a6 blanques torre · c6 blanques alfil · e6 negres rei · d5 blanques peó · e5 blanques peó · f5 negres peó · h5 negres peó · f4 blanques peó · e3 negres dama · g3 negres peó · h3 blanques peó · g2 blanques peó · f1 blanques rei | c8 negres torre · e8 negres torre · c7 negres alfil · e7 negres peó · f7 negres cavall · a6 blanques torre · c6 blanques alfil · e6 negres rei · d5 blanques peó · e5 blanques peó · f5 negres peó · h5 negres peó · f4 blanques peó · e3 negres dama · g3 negres peó · h3 blanques peó · g2 blanques peó · f1 blanques rei | c8 negres torre · e8 negres torre · c7 negres alfil · e7 negres peó · f7 negres cavall · a6 blanques torre · c6 blanques alfil · e6 negres rei · d5 blanques peó · e5 blanques peó · f5 negres peó · h5 negres peó · f4 blanques peó · e3 negres dama · g3 negres peó · h3 blanques peó · g2 blanques peó · f1 blanques rei | 4 |
| 3 | c8 negres torre · e8 negres torre · c7 negres alfil · e7 negres peó · f7 negres cavall · a6 blanques torre · c6 blanques alfil · e6 negres rei · d5 blanques peó · e5 blanques peó · f5 negres peó · h5 negres peó · f4 blanques peó · e3 negres dama · g3 negres peó · h3 blanques peó · g2 blanques peó · f1 blanques rei | c8 negres torre · e8 negres torre · c7 negres alfil · e7 negres peó · f7 negres cavall · a6 blanques torre · c6 blanques alfil · e6 negres rei · d5 blanques peó · e5 blanques peó · f5 negres peó · h5 negres peó · f4 blanques peó · e3 negres dama · g3 negres peó · h3 blanques peó · g2 blanques peó · f1 blanques rei | c8 negres torre · e8 negres torre · c7 negres alfil · e7 negres peó · f7 negres cavall · a6 blanques torre · c6 blanques alfil · e6 negres rei · d5 blanques peó · e5 blanques peó · f5 negres peó · h5 negres peó · f4 blanques peó · e3 negres dama · g3 negres peó · h3 blanques peó · g2 blanques peó · f1 blanques rei | c8 negres torre · e8 negres torre · c7 negres alfil · e7 negres peó · f7 negres cavall · a6 blanques torre · c6 blanques alfil · e6 negres rei · d5 blanques peó · e5 blanques peó · f5 negres peó · h5 negres peó · f4 blanques peó · e3 negres dama · g3 negres peó · h3 blanques peó · g2 blanques peó · f1 blanques rei | c8 negres torre · e8 negres torre · c7 negres alfil · e7 negres peó · f7 negres cavall · a6 blanques torre · c6 blanques alfil · e6 negres rei · d5 blanques peó · e5 blanques peó · f5 negres peó · h5 negres peó · f4 blanques peó · e3 negres dama · g3 negres peó · h3 blanques peó · g2 blanques peó · f1 blanques rei | c8 negres torre · e8 negres torre · c7 negres alfil · e7 negres peó · f7 negres cavall · a6 blanques torre · c6 blanques alfil · e6 negres rei · d5 blanques peó · e5 blanques peó · f5 negres peó · h5 negres peó · f4 blanques peó · e3 negres dama · g3 negres peó · h3 blanques peó · g2 blanques peó · f1 blanques rei | c8 negres torre · e8 negres torre · c7 negres alfil · e7 negres peó · f7 negres cavall · a6 blanques torre · c6 blanques alfil · e6 negres rei · d5 blanques peó · e5 blanques peó · f5 negres peó · h5 negres peó · f4 blanques peó · e3 negres dama · g3 negres peó · h3 blanques peó · g2 blanques peó · f1 blanques rei | c8 negres torre · e8 negres torre · c7 negres alfil · e7 negres peó · f7 negres cavall · a6 blanques torre · c6 blanques alfil · e6 negres rei · d5 blanques peó · e5 blanques peó · f5 negres peó · h5 negres peó · f4 blanques peó · e3 negres dama · g3 negres peó · h3 blanques peó · g2 blanques peó · f1 blanques rei | 3 |
| 2 | c8 negres torre · e8 negres torre · c7 negres alfil · e7 negres peó · f7 negres cavall · a6 blanques torre · c6 blanques alfil · e6 negres rei · d5 blanques peó · e5 blanques peó · f5 negres peó · h5 negres peó · f4 blanques peó · e3 negres dama · g3 negres peó · h3 blanques peó · g2 blanques peó · f1 blanques rei | c8 negres torre · e8 negres torre · c7 negres alfil · e7 negres peó · f7 negres cavall · a6 blanques torre · c6 blanques alfil · e6 negres rei · d5 blanques peó · e5 blanques peó · f5 negres peó · h5 negres peó · f4 blanques peó · e3 negres dama · g3 negres peó · h3 blanques peó · g2 blanques peó · f1 blanques rei | c8 negres torre · e8 negres torre · c7 negres alfil · e7 negres peó · f7 negres cavall · a6 blanques torre · c6 blanques alfil · e6 negres rei · d5 blanques peó · e5 blanques peó · f5 negres peó · h5 negres peó · f4 blanques peó · e3 negres dama · g3 negres peó · h3 blanques peó · g2 blanques peó · f1 blanques rei | c8 negres torre · e8 negres torre · c7 negres alfil · e7 negres peó · f7 negres cavall · a6 blanques torre · c6 blanques alfil · e6 negres rei · d5 blanques peó · e5 blanques peó · f5 negres peó · h5 negres peó · f4 blanques peó · e3 negres dama · g3 negres peó · h3 blanques peó · g2 blanques peó · f1 blanques rei | c8 negres torre · e8 negres torre · c7 negres alfil · e7 negres peó · f7 negres cavall · a6 blanques torre · c6 blanques alfil · e6 negres rei · d5 blanques peó · e5 blanques peó · f5 negres peó · h5 negres peó · f4 blanques peó · e3 negres dama · g3 negres peó · h3 blanques peó · g2 blanques peó · f1 blanques rei | c8 negres torre · e8 negres torre · c7 negres alfil · e7 negres peó · f7 negres cavall · a6 blanques torre · c6 blanques alfil · e6 negres rei · d5 blanques peó · e5 blanques peó · f5 negres peó · h5 negres peó · f4 blanques peó · e3 negres dama · g3 negres peó · h3 blanques peó · g2 blanques peó · f1 blanques rei | c8 negres torre · e8 negres torre · c7 negres alfil · e7 negres peó · f7 negres cavall · a6 blanques torre · c6 blanques alfil · e6 negres rei · d5 blanques peó · e5 blanques peó · f5 negres peó · h5 negres peó · f4 blanques peó · e3 negres dama · g3 negres peó · h3 blanques peó · g2 blanques peó · f1 blanques rei | c8 negres torre · e8 negres torre · c7 negres alfil · e7 negres peó · f7 negres cavall · a6 blanques torre · c6 blanques alfil · e6 negres rei · d5 blanques peó · e5 blanques peó · f5 negres peó · h5 negres peó · f4 blanques peó · e3 negres dama · g3 negres peó · h3 blanques peó · g2 blanques peó · f1 blanques rei | 2 |
| 1 | c8 negres torre · e8 negres torre · c7 negres alfil · e7 negres peó · f7 negres cavall · a6 blanques torre · c6 blanques alfil · e6 negres rei · d5 blanques peó · e5 blanques peó · f5 negres peó · h5 negres peó · f4 blanques peó · e3 negres dama · g3 negres peó · h3 blanques peó · g2 blanques peó · f1 blanques rei | c8 negres torre · e8 negres torre · c7 negres alfil · e7 negres peó · f7 negres cavall · a6 blanques torre · c6 blanques alfil · e6 negres rei · d5 blanques peó · e5 blanques peó · f5 negres peó · h5 negres peó · f4 blanques peó · e3 negres dama · g3 negres peó · h3 blanques peó · g2 blanques peó · f1 blanques rei | c8 negres torre · e8 negres torre · c7 negres alfil · e7 negres peó · f7 negres cavall · a6 blanques torre · c6 blanques alfil · e6 negres rei · d5 blanques peó · e5 blanques peó · f5 negres peó · h5 negres peó · f4 blanques peó · e3 negres dama · g3 negres peó · h3 blanques peó · g2 blanques peó · f1 blanques rei | c8 negres torre · e8 negres torre · c7 negres alfil · e7 negres peó · f7 negres cavall · a6 blanques torre · c6 blanques alfil · e6 negres rei · d5 blanques peó · e5 blanques peó · f5 negres peó · h5 negres peó · f4 blanques peó · e3 negres dama · g3 negres peó · h3 blanques peó · g2 blanques peó · f1 blanques rei | c8 negres torre · e8 negres torre · c7 negres alfil · e7 negres peó · f7 negres cavall · a6 blanques torre · c6 blanques alfil · e6 negres rei · d5 blanques peó · e5 blanques peó · f5 negres peó · h5 negres peó · f4 blanques peó · e3 negres dama · g3 negres peó · h3 blanques peó · g2 blanques peó · f1 blanques rei | c8 negres torre · e8 negres torre · c7 negres alfil · e7 negres peó · f7 negres cavall · a6 blanques torre · c6 blanques alfil · e6 negres rei · d5 blanques peó · e5 blanques peó · f5 negres peó · h5 negres peó · f4 blanques peó · e3 negres dama · g3 negres peó · h3 blanques peó · g2 blanques peó · f1 blanques rei | c8 negres torre · e8 negres torre · c7 negres alfil · e7 negres peó · f7 negres cavall · a6 blanques torre · c6 blanques alfil · e6 negres rei · d5 blanques peó · e5 blanques peó · f5 negres peó · h5 negres peó · f4 blanques peó · e3 negres dama · g3 negres peó · h3 blanques peó · g2 blanques peó · f1 blanques rei | c8 negres torre · e8 negres torre · c7 negres alfil · e7 negres peó · f7 negres cavall · a6 blanques torre · c6 blanques alfil · e6 negres rei · d5 blanques peó · e5 blanques peó · f5 negres peó · h5 negres peó · f4 blanques peó · e3 negres dama · g3 negres peó · h3 blanques peó · g2 blanques peó · f1 blanques rei | 1 |
|   | a | b | c | d | e | f | g | h |   |

A l'esquerra hi ha un problema d'escacs extret de la pàgina 54 del llibre de Bertin. Les blanques guanyen amb 1.Dd7+! Rxd7 2.Cbc5+ Rd8 3.Ce6+ Rd7 4.Cac5+ dxc5 5.Cxc5+ Re8 6.Ce6+ Rd7 7.Aa4+ Ac6 8.Axc6+ Rxe6 9.d5#.